# 芦田宏直
芦田 宏直（あしだ ひろなお、1954年 - ）は、日本の哲学者。専門分野はドイツ哲学・現代思想。人間環境大学副学長・元学校法人岡崎学園理事、学校法人河原学園副学園長、辻調グループ校顧問、上田安子服飾専門学校顧問。息子はAmazonスタジオ（演出家・プロデューサー）の芦田太郎。姪に女優の藤谷理子。

## 経歴
京都府生まれ。早稲田大学大学院文学研究科博士後期課程満期退学（哲学、現代思想専攻）。小山学園理事・東京工科専門学校校長、東海大学教授を経て現職。2000年度労働省「IT化に対応した職業能力開発研究会」委員、2003年度経済産業省「産業界から見た大学の人材育成評価に関する調査研究」委員、2004年度-2007年度文部科学省「特色ある大学教育支援プログラム」審査部会委員、2008年度文部科学省「質の高い大学教育推進プログラム」審査部会委員などを歴任した。

## 著作

### 単著
- 『書物の時間――ヘーゲル・フッサール・ハイデガー』行路社、1989年。全国書誌番号:90035174、NCID BN04323685。
- 『努力する人間になってはいけない――学校と仕事と社会の新人論』ロゼッタストーン、2013年。ISBN 9784947767127

### 翻訳
- ジャン＝リュック・マリオン『還元と贈与――フッサール・ハイデガー現象学論攷』行路社、1994年（共訳）。全国書誌番号:95072168、NCID BN11681608。